# كارل إتش بورش
كارل إتش بورش (بالنرويجية البوكمول: Karl H. Borch)‏ هو اقتصادي وبروفيسور نرويجي، ولد في 13 مارس 1919 في Sarpsborg ‏ في النرويج، وتوفي في 1986.